# Miharashi Peak
Miharashi Peak är en bergstopp i Antarktis. Den ligger i Östantarktis. Norge gör anspråk på området. Toppen på Miharashi Peak är 40 meter över havet.
Terrängen runt Miharashi Peak är varierad. Havet är nära Miharashi Peak åt nordväst. Trakten är glest befolkad. Närmaste befolkade plats är Showa Station, 1,5 kilometer väster om Miharashi Peak. 